# Marianthus drummondianus
Marianthus drummondianus är en tvåhjärtbladig växtart som beskrevs av George Bentham. Marianthus drummondianus ingår i släktet Marianthus och familjen Pittosporaceae. Inga underarter finns listade.